# Clinchfield Railroad
Pour les articles homonymes, voir CCO.
Le Clinchfield Railroad (sigle AAR: CRR) était une compagnie holding qui exploitait le Carolina, Clinchfield and Ohio Railway (sigle AAR: CCO). La ligne circulait entre les bassins houillers de la Virginie et Elkhorn City, Kentucky, vers les industries textiles de la Caroline du Sud. Le tronçon de 56 km entre Dante (Virginie) et Elkhorn City, permettant de traverser les réserves de charbon au nord de Sandy Ridge Mountains, fut achevé en 1915. A Elkhorn City une connexion avait lieu avec le Chesapeake and Ohio Railway.
Le Clinchfield fut le dernier chemin de fer américain de classe I construit à l'est des Montagnes Rocheuses. Les 428 km de ligne donnaient accès à bon nombre de magnifiques panoramas dans la région des Appalaches, et sa construction nécessita des prouesses techniques, comme les boucles du Clinchfield Loops permettant l'ascension des Blue Ridge Mountains au nord de Marion, Caroline du Nord.
Le Clinchfield Railroad commença à exploiter la ligne le 1er décembre 1924, et durant plusieurs années il fut loué conjointement par l'Atlantic Coast Line Railroad et le Louisville and Nashville Railroad. Lorsque le L&N fusionna avec le Seaboard Coast Line Railroad (successeur de l'Atlantic Coast Line) le 1er janvier 1983, pour constituer le Seaboard System Railroad, l'exploitation indépendante du Clinchfield, n'ayant plus de raison d'être, fut intégrée dans le Seaboard. La ligne est actuellement possédée et exploitée par CSX Transportation sous les désignations de Blue Ridge Subdivision (entre Spartanburg et Erwin, Tennessee) et Kingsport Subdivision (entre Erwin et Elkhorn City).

## Les origines
En 1886, le général John H. Wilder, un ancien de l'armée de l'Union, enregistra le Charleston, Cincinnati and Chicago Railroad, communément appelé le "3-C" Railroad. Les promoteurs de cet ambitieux projet proposèrent une ligne de 1 000 km de long entre Ironton, Ohio et Charleston, avec une extension vers Cincinnati, Ohio sur la rivière Ohio. Il devait desservir les riches terres agricoles du Piedmont, les stations estivales situées dans les montagnes de la Caroline du Nord, les régions boisées et les riches gisements de minerais et de charbon de la Virginie et du Kentucky, avec des terminus à la fois sur  la rivière Ohio et sur la côte Atlantique. Le coût était estimé à 21 millions de dollars. L'établissement du quartier général du 3-C railroad à Johnson City, dynamisa la croissance de cette ville. 
La construction débuta à partir de Johnson City, à la fois vers le nord et le sud. La voie ferrée atteignit Erwin, Tennessee en 1890. La ligne Johnson City / Dante (Virginie) était achevée à 90 % en 1893, lorsque le 3-C connu des problèmes financiers liés à la dépression nationale et qui causèrent sa perte. En juillet 1893, il fut vendu aux enchères pour 550 000 dollars. Il fut alors rebaptisé Ohio River and Charleston Railroad. La construction reprit sans enthousiasme, et en 1897 le chemin de fer fut vendu par segments.

## Un nouveau départ
À cette époque un entrepreneur du nom de George L Carter, s'impliquait dans le développement des gisements de charbon situés dans le sud-ouest de la Virginie. Il avait besoin d'un chemin de fer pour acheminer le charbon vers un port sur l'Atlantique. En 1902, il acheta l'Ohio River and Charleston Railroad, qui fut renommé South and Western Railroad en 1905, puis Carolina, Clinchfield and Ohio Railroad (CCO) en 1908. 
Entre 1905 et 1909, un gigantesque programme de construction fut mis en place  pour achever la ligne et relier Dante à Spartanburg, Caroline du Sud. Carter eut la chance d'avoir un bon financement, ce qui permit une qualité de construction bien supérieure à la norme en vigueur de l'époque. Par conséquent, lors de la mise en circulation de matériels plus volumineux et plus lourds, le CCO contrairement aux autres chemins de fer, n'eut pas besoin de réduire ses rampes, adoucir ses courbes, ajuster ses ponts et élargir ses tunnels. Outre la grande qualité technique de la voie, la Clinchfield Route à travers les Appalaches est l'une des plus belles lignes touristiques de l'Est, notamment avec l'ascension des Blue Ridge Mountains au nord de Marion, Caroline du Nord (grâce aux remarquables Clinchfield Loops. La ligne partait des champs de charbon de la Virginie et de Elkhorn City, Kentucky pour atteindre  les usines textiles de la Caroline du Sud. L'ouverture en 1915, de la portion entre Dante et Elkhorn City, longue de 56 km, permit d'accéder aux gisements de charbon situés au nord de Sandy Ridge Mountains et de faire une connexion avec le Chesapeake and Ohio Railway. Le CCO fut le dernier chemin de fer de classe 1 à construire une voie ferrée à l'est des Montagnes Rocheuses. 
Carter établit initialement le quartier général à Johnson City, mais par manque de place pour ses ateliers et son triage, il s'installa à Erwin, Tennessee.   Le 1er décembre 1924, il fut rebaptisé Clinchfield Railroad, et durant de nombreuses années il fut loué conjointement par l'Atlantic Coast Line Railroad (ACL) et le Louisville and Nashville Railroad (L&N). 

## Les fusions en cascade
Le 1er juillet 1967, deux réseaux ennemis, l'Atlantic Coast Line Railroad et le Seaboard Air Line Railroad décidèrent de fusionner pour former le Seaboard Coast Line Railroad (SCL). En 1972, un marketing commun du nom de Family Lines fut mis en place pour réunir les différentes filiales : SCL, L&N, Georgia Railroad, Atlanta and West Point Railroad, Clinchfield Railroad et Western Railway of Alabama. Le clinchfield fut une filiale importante du Family Lines System. Puis le 29 décembre 1982, toutes les compagnies du Family Lines fusionnèrent pour donner le Seaboard System Railroad (SBD). Le 1er juillet 1986, le CSX Transportation absorba le SBD. Et finalement le 31 aout 1987, le CSX Transportation absorba le Chesapeake and Ohio Railway qui venait de fusionner le Baltimore and Ohio Railroad en avril, lequel avait fusionné le Western Maryland Railway en 1983!. Le réseau du Clinchfield est exploité par CSX Transportation sous le nom de Blue Ridge Subdivision (entre Spartanburg et Erwin) et de Kingsport Subdivision (entre Erwin et Elkhorn City). Le trafic était essentiellement composé de longs chargements de charbon et du transit des denrées périssables vers le Midwest et aussi de pièces automobiles vers le Sud.